# Zignoina
Zignoina — рід грибів. Назва вперше опублікована 1885 року.
Рід було описано як підрід роду Zignoëlla 1883 року, а надалі 1885 року виділено в окремий рід з єдиним видом Zignoina subcorticalis. Спори спочатку несептовані, перитеції неповні. Виявлений на внутнрішній поверхні гнилої кори дерева в Австралії.
Часто вважається синонімом роду Wallrothiella.

## Класифікація
До роду Zignoina відносили 2 види:
- Zignoina platani - Німеччина
- Zignoina subcorticalis - Австралія, номінативний вид